# Каменевский сельский округ
Ка́меневский се́льский окру́г (каз. Каменев ауылдық округі) — административная единица в составе Шемонаихинского района Восточно-Казахстанской области Казахстана.
Административный центр — село Рассыпное.

## География
Согласно решению Шемонаихинского районного маслихата Восточно-Казахстанской области от 11 февраля 2022 года № 15/13-VII «Об утверждении Плана по управлению пастбищами и их использованию по Каменевскому сельскому округу Шемонаихинского района на 2022—2023 годы» — общая площадь Каменевского сельского округа составляет 36261 га; в том числе: земли сельскохозяйственного назначения — 30074 га, земли населенных пунктов — 3697 га, земли промышленности, транспорта, связи, для нужд космической деятельности, обороны, национальной безопасности и иного несельскохозяйственного назначения — 551 га, земли водного фонда — 85 га, земли запаса — 1854 га. Гидрография сельского округа представлена рекой Таловкой — притоком Убы.

## История
По состоянию на 1989 год на территории нынешнего административно-территориального образования помимо собственно Каменевского сельсовета (сёла Рассыпное, Волчовка, Коневка, Новоселово, Острая Сопка) располагался также Рулихинский сельсовет (сёла Рулиха, Михайловка, Шаперово, станции Рулиха, Шишка, разъезды 140, 140 км).
Согласно решению XIX сессии Восточно-Казахстанского областного маслихата от 29 декабря 1998 года № 19/10 «О внесении изменений в административно-территориальное устройство некоторых городов и районов Восточно-Казахстанской области» — Рулихинский сельский округ был упразднён, населённые пункты упразднённого сельского округа вошли в состав Каменевского сельского округа.

## Население
| Численность населения | Численность населения | Численность населения |
| 1989                  | 1999                  | 2009                  |
| --------------------- | --------------------- | --------------------- |
| 2155                  | ↗3096                 | ↘2495                 |

## Состав
| №  | Населённый пункт | Тип населённого пункта       | КАТО      | Географические координаты       | Население, 2009 г. |
| -- | ---------------- | ---------------------------- | --------- | ------------------------------- | ------------------ |
| 1  | 140 километр     | разъезд, упразднён           | —         | —                               | —                  |
| 2  | 144 километр     | разъезд, упразднён           | —         | —                               | —                  |
| 3  | Волчовка         | село, упразднено             | 636845105 | 50°25′22″ с. ш. 81°43′30″ в. д. | —                  |
| 4  | Коневка          | село                         | 636845300 | 50°30′37″ с. ш. 81°52′12″ в. д. | ↗332               |
| 5  | Михайловка       | село                         | 636845400 | 50°29′07″ с. ш. 81°57′51″ в. д. | ↘99                |
| 6  | Новоселово       | село, упразднено             | —         | 50°27′54″ с. ш. 81°52′41″ в. д. | —                  |
| 7  | Острая Сопка     | село, упразднено             | —         | 50°26′49″ с. ш. 81°54′53″ в. д. | —                  |
| 8  | Рассыпное        | село, административный центр | 636845100 | 50°29′08″ с. ш. 81°54′15″ в. д. | ↘867               |
| 9  | Рулиха           | село                         | 636845700 | 50°29′41″ с. ш. 81°58′40″ в. д. | ↘1 083             |
| 10 | Рулиха           | станция                      | 636845780 | 50°29′21″ с. ш. 81°57′14″ в. д. | ↗114               |
| 11 | Шаперово         | село, упразднено             | 636845709 | 50°29′06″ с. ш. 82°00′30″ в. д. | —                  |
| 12 | Шишка            | станция, упразднена          | —         | 50°23′52″ с. ш. 81°59′14″ в. д. | —                  |